# الدائرة الخطية

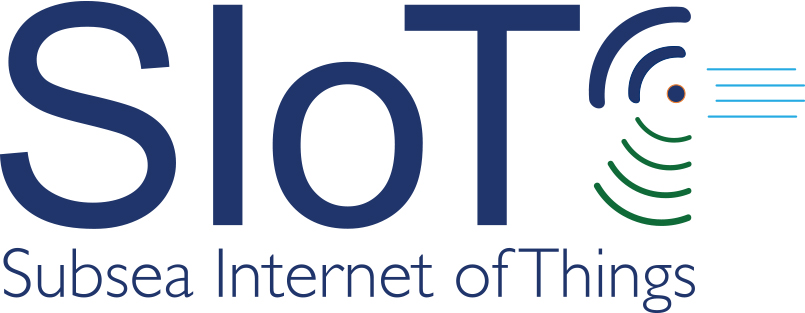
خلفية بيضاء بالأحرف S وi وo وT. ويتضمن أيضًا رمزًا يمثل الاتصالات اللاسلكية اللاسلكية والصوتية والبصرية في الفضاء الحر. يوجد أسفل الحروف عبارة "إنترنت الأشياء تحت سطح البحر"

الدَّائرة الخطية هي دائرة إلكترونية تخضع لمبدأ التراكب عند تطبيق مجموعة خطية من الإشارات ax1(t)+bx2(t) , فإن خرج الدائرة F(x) يكون مجموعة خطية أيضاً بسبب أنَّ الإشاراتين x1(t) وx2(t) مطبقتان بشكل منفصل:
{\displaystyle F(ax_{1}+bx_{2})=aF(x_{1})+bF(x_{2})\,}
وتسمى «دائرةً خطيةً» لأن جهد وتيار الخرج للدائرة عبارة عن دوال خطية لجهد الدخل والتيار.
في الحالة الشائعة لدائرة قيم عناصرها ثابتة ولا تتغير بمرور الزمن، فإن التعريف الآخر للخطية (linearity) هو أنه عند تطبيق دخل جيبي (جهد أو تيار) بتردد f، فإن الخرج في حالة استقرار الدائرة (التيار المار عبر أي مكون، أو الجهد بين أي نقطتين) هو أيضًا جيبي بتردد f (نفس تردد الدخل). تُعرف أىّ دائرة خطية ذات مكونات قيمتها ثابتة بدائرة خطية مستقلة زمنياً (LTI).
بشكل غير رسميّ، الدائرة الخطية هي دائرة لا تتغير فيها قيم
المكونات الإلكترونية (مثل المقاومة، والسعة، والحث، والكسب، إلى آخره) مع تغيير الجهد أو التيار في الدائرة. الدوائر الخطية مهمة حيث يمكنها تضخيم الإشارات الإلكترونية ومعالجتها دون تشويه. تعتبر أنظمة الصوت مثال للدوائر الخطية.

## تعريف بديل
مبدأ التراكب، المعادلة التي تعرف الخطية، يكافئ خاصيتي الجمع والتجانس، والتي تُستَخدم أحيانًا كتعريف بديل
- {\displaystyle F(x_{1}+x_{2})=F(x_{1})+F(x_{2})\qquad } الجمع
- {\displaystyle F(hx)=hF(x)\qquad \qquad \qquad \qquad } تجانس

أي أنّ الدائرة الخطية هي دائرة يكون فيها (1) الخرج عند تطبيق إشارتين معاً يساوى مجموع المخرجات عند تطبيق الإشارتين كلاً على حدى، (2) تَغَيُّر إشارة الدخل {\displaystyle x(t)} بمعامل ضرب {\displaystyle h} (أو قسمة حسب قيمة h) يؤدى إلى تغير إشارة الخرج {\displaystyle F(x(t))} بنفس المعامل.

## المكونات الخَطِّية وغير الخَطِّية
الدائرة الخَطِّية هي الدائرة التي لا تحوى مكونات إلكترونية غير خطية.  ومن الأمثلة على الدوائر الخطية: مكبرات الصوت و «المفاضلات والمكاملات» والمرشحات الإلكترونية الخَطِّية أو أي دائرة تتكون من مقاومات ومكثفات وملفات، مضخم عملياتي (في المنطقة «الغير مشبعة»)، وغيرها من المكونات الخطية.
من المكونات الإلكترونية الغير الخطية: الدايودات، والترانزستورات، وملفات ومحولات القلب المغناطيسىّ عندما يكون القلب مشبعًا. ومن الدوائر التي تعمل بشكل غير خطيٍّ: المازجات، المضمنات (modulators)، المقومات، وكاشفات الاستقبال اللاسلكية (الراديو) والدوائر المنطقة الرقمية.

## الأهمية
الدوائر الخطية مهمة لأنه بإمكانها معالجة الإشارات التناظرية، دون الحاجة للتضمين البينيّ. ويعني ذلك أن الترددات المنفصلة في الإشارة تبقى منفصلة ولا تختلط، مما يخلق ترددات جديدة (heterodynes).
كما أنها أسهل في الفهم والتحليل. نظرًا لأنها تخضع لمبدأ التراكب فإن الدوائر الخطية تحكمها معادلات تفاضلية خطية، ويمكن تحليلها باستخدام تقنيات مجال التردد (frequency domain) الرياضية القوية، بما في ذلك تحليل فورييه وتحويل لابلاس. وتوفر أيضًا فهمًا بديهيًا للسلوك النوعي للدائرة، وتوصيفها بمصطلحات مثل الكسب، وإزاحة الطور، وتردد الرنين، وعرض النطاق، وعامل الجودة، والأقطاب، والأصفار. يمكننا إجراء تحليلات للدوائر الخطية يدويًا باستخدام آلة حاسبة علمية.
بخلاف ذلك فإن الدوائر غير الخطية عادةً ليس لها حلول محدودة ويجب تحليلها باستخدام طرق عددية تقريبية بواسطة برامج حاسوبية لمحاكاة الدوائر الإلكترونية مثل سبايس SPICE، إذا أردنا الحصول على نتائج دقيقة. يمكن تحديد سلوك عناصر الدائرة الخطية مثل المقاومات والمكثفات والملفات(المحاثات) برقم واحد (المقاومة، السعة، اللفيفة توالياً). في المقابل يتم تحديد سلوك العنصر غير الخطي من خلال دالة النقل المُفَصَّلة الخاصة به، والتي يمكن تحديدها من خط منحني في مخطط. لذا فإن تحديد خصائص الدائرة غير الخطية يتطلب معلومات أكثر مما هو مطلوب للدائرة الخطية.
تشكل الدوائر والأنظمة «الخطية» فئة منفصلة ضمن التصنيع الإلكتروني. غالبًا ما يقسم مصنعو الترانزستورات والدوائر المتكاملة خطوط إنتاجهم إلى خطوط «خطية» و «رقمية». «الخطي» هنا تعني "التناظرية"؛ ويشمل الخطُ الخطيُ الدوائرَ المتكاملةَ المصممةَ لمعالجة الإشارات خطياً، مثل المضخم العملياتيّ، ومكبرات الصوت، والمرشحات النشطة، بالإضافة إلى مختلف دوائر معالجة الإشارات التي تنفذ مهام تناظرية غير خطِيَّة مثل مكبرات الصوت اللوغاريتمية والمضاعفات التناظرية وكاشفات القمم.

## تقريب إشارة صغير
تميل العناصر غير الخطية مثل الترانزستورات للتصرف بشكل خطي عند تطبيق إشارات مترددة (تيار متردد) صغيرة عليها. لذلك في تحليل عدة دوائر مستوي الإشارة فيها صغير مثل تلك الموجودة في مستقبلات التلفاز والمذياع، يمكن استبدال العناصر الغير خطية بنموذج إشارة خطية صغيرة، مما يتيح باستخدام طرق التحليل الخطي.
بعكس ذلك، جميع عناصر الدائرة حتى الخطية منها تُظْهِرُ سلوكاً غيرَ خطياً مع زيادة مستوى الإشارة. إذا لم يكن هناك شيٌ آخر، فإنه عادةً ما يضع جهد مزود الطاقة للدائرة حدًا لمقدار خرج جهد الدائرة. فوق ذلك الحد، يتوقف الخرج عن التغير مع تغير الدخل، ويتوقف السلوكٌ الخطىٌ للدائرة.